# 世界緑茶協会
公益財団法人世界緑茶協会（こうえきざいだんほうじんせかいりょくちゃきょうかい、英語：World Green Tea Association）は、日本の公益法人。

## 概要

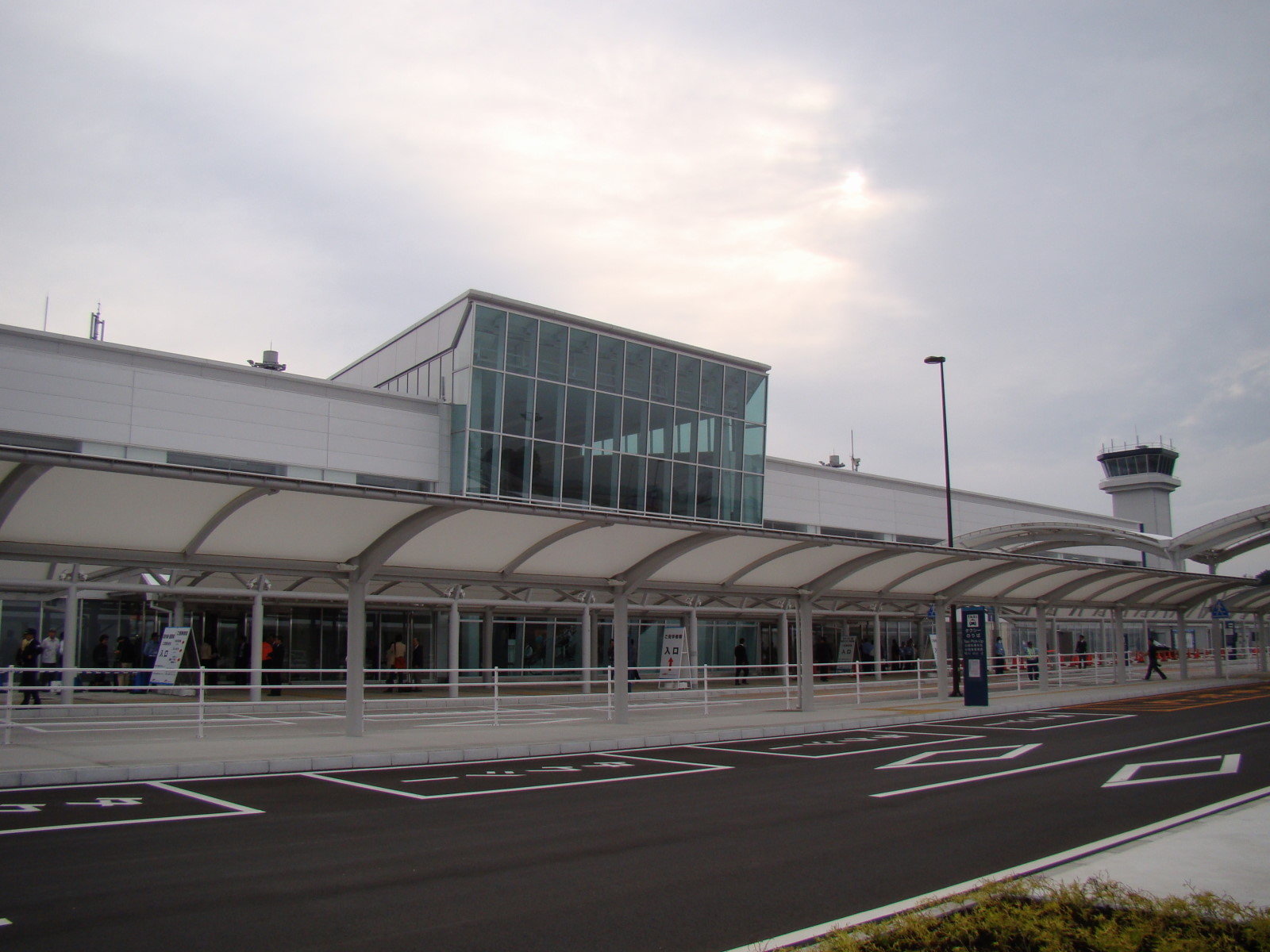
「静岡茶おもてなしコーナー」が所在する静岡空港旅客ターミナルビル

緑茶に関する情報の収集、発信を行うとともに、それに纏わる文化の提案、普及に取り組む公益法人である。本部は静岡県静岡市駿河区の水の森ビルに所在している。世界緑茶コンテストなどの催事の開催や、O-CHAパイオニア賞など緑茶振興に貢献した者に対する顕彰も行っている。また、静岡県庁より委託され、水の森ビルの「静岡茶体験コーナー」や静岡空港の「静岡茶おもてなしコーナー」の運営を手掛けている。
当初は任意団体として設立され、初代会長には静岡文化芸術大学学長の木村尚三郎が就任した。その後、財団法人に改組されたが、公益法人制度改革にともない公益財団法人に改組された。現在の会長は、静岡県知事の川勝平太が務めている。

## 沿革
- 2001年（平成13年）9月 - 任意団体として設立。会長：木村尚三郎
- 2006年（平成18年）3月14日～17日 - FOODEX JAPAN 2006に出展
- 2006年（平成18年）3月31日 - 財団法人に改組。会長：石川嘉延

## 在籍した人物
括弧内は在籍当時の代表的な役職、ハイフン以降はその他の代表的な役職を示す。
- 石川嘉延（会長） - 静岡県知事
- 大坪檀（理事） - 静岡産業大学学長
- 川勝平太（会長） - 静岡県知事
- 木苗直秀（理事） - 静岡県立大学学長
- 木村尚三郎（会長） - 静岡文化芸術大学学長
- 熊倉功夫（会長代行） - 静岡文化芸術大学学長
- 田辺信宏（理事） - 静岡市長